# Henri Berthelot
Henri Mathias Berthelot (Feurs, 1861. december 7. – Párizs, 1931. január 28.) francia tábornok, az első világháborúban a romániai francia katonai misszió vezetője.

## Élete

### Származása és korai pályafutása
Henri Mathias Berthelot 1861. december 7-én született Feurs-ben, a franciaországi Loire Megyében. Szerény, katonai környezetben nevelkedett. Édesapja lovascsendőrként szolgált. Tehetsége már korai tanulmányai során kitűnt. 1883. szeptember 21-én, ösztöndíjasként elvégezte a Saint-Cyr katonai iskolát, ahol alhadnagyi rendfokozatot szerzett. A cselekvést előnyben részesítve a gyarmati szolgálat mellett döntött és Algériában csatlakozott az egységéhez. 1885-ben, a tonkini hadjárat során esett át a tűzkeresztségen és fény derült parancsnoki képességeire is. Mivel felfigyeltek rá 1888-ban engedélyezték számára a katonai felsőoktatásban való részvételt a Saint-Cyr hallgatójaként és ezt követően kinevezték vezérkari tisztnek.
Az 1890-es évek elején találkozott a becsvágyó és ravasz politikus hírében álló Brugère tábornokkal, akire nagy hatást tett. Ezt követően segédtisztként számos állomáshelyre elkísérte újdonsült felettesét, akit 1900 júliusában kineveztek a hadügyi felsőtanács alelnökének. Berthelot tartózkodott a francia politikai életet és a katonai kérdéseket érintő ügyekben való részvételtől. Önmagát „régi gyökerű republikánusnak” tartotta és hűséges volt a fennálló rendszerhez. 1906-ban Brugère nyugállományba vonult és Berthelot-t a vezérkar műszaki bizottságához vezényelték. Az általa kifejtett elméletek hasonlóak voltak Louis de Grandmaison elgondolásaihoz. A „döntő összecsapás” híveként azzal foglalkozott, hogy a francia gyalogság megkapja az ehhez szükséges nélkülözhetetlen „lendületet”. 1911. június 26-án kinevezték a Bar-le-Duc-i 94. gyalogezred parancsnokának.
1907-ben a francia vezérkarhoz helyezték át, ahol Joseph Joffre tábornok vezetése alatt közreműködött a Németország elleni háborús terv, a XVII. terv kidolgozásában.
Az első világháború kitörése után Joffre tábornok törzsének főnöke volt az első marne-i csata során. 1914 novemberében Soissons-nál rábízták a tartalék vezetését, utána pedig megkapta előbb az 53. hadosztályt, majd a XXXII. hadtestet.

### A romániai misszió
1916 augusztusában Románia az antant oldalán beszállt a háborúba és meglepetésszerű támadással megszállta Erdély egy részét. A központi hatalmak októberre kiszorították a román csapatokat, akiket délről a bolgár-német haderő is veszélyeztetett. Október 16-án Berthelot-t nevezték ki a romániai francia katonai misszió élére. A román hadsereg vereséget szenvedett Dobrudzsában és Munténiában is és a Duna-deltába húzódott vissza; a tábornok 1917 januárja és júniusa között itt segítette az újjászervezést és kiképzést. A francia támogatás szerepet játszott abban, hogy 1917 nyarán Alexandru Averescu hadserege Mărăştinél sikeresen áttörte a frontot, majd a központ hatalmak ellentámadását Mărăşeştinél és Oituznál megállították. Decemberre azonban, a bolsevik forradalom után Oroszország kiesett a háborúból és a körbezárt román hadsereg megadta magát. Henri Berthelot és a francia tanácsadók visszatértek Párizsba.
1918 júliusában Foch marsall Berthelotra bízta az Ötödik hadsereget.
Miután a thesszaloniki offenzíva megadásra kényszerítette Bulgáriát, Románia november 10-én, egy nappal a háború vége előtt ismét hadat üzent a központi hatalmaknak. Berthelot visszatért az országba hogy segítse a bolsevik Vörös Hadsereg elleni harcot Besszarábiában, majd a Tanácsköztársaság ellen a magyar-román háborúban.
1919-1922 között ő volt Metz, 1923-1926 között pedig Strasbourg katonai kormányzója. 1920 és 1926 között Berthelot tagja volt a Legfelsőbb Haditanácsnak és részese volt a Maginot-vonal létrehozásának.
1931. január 29-én hunyt el Párizsban.

## Romániai kultusza

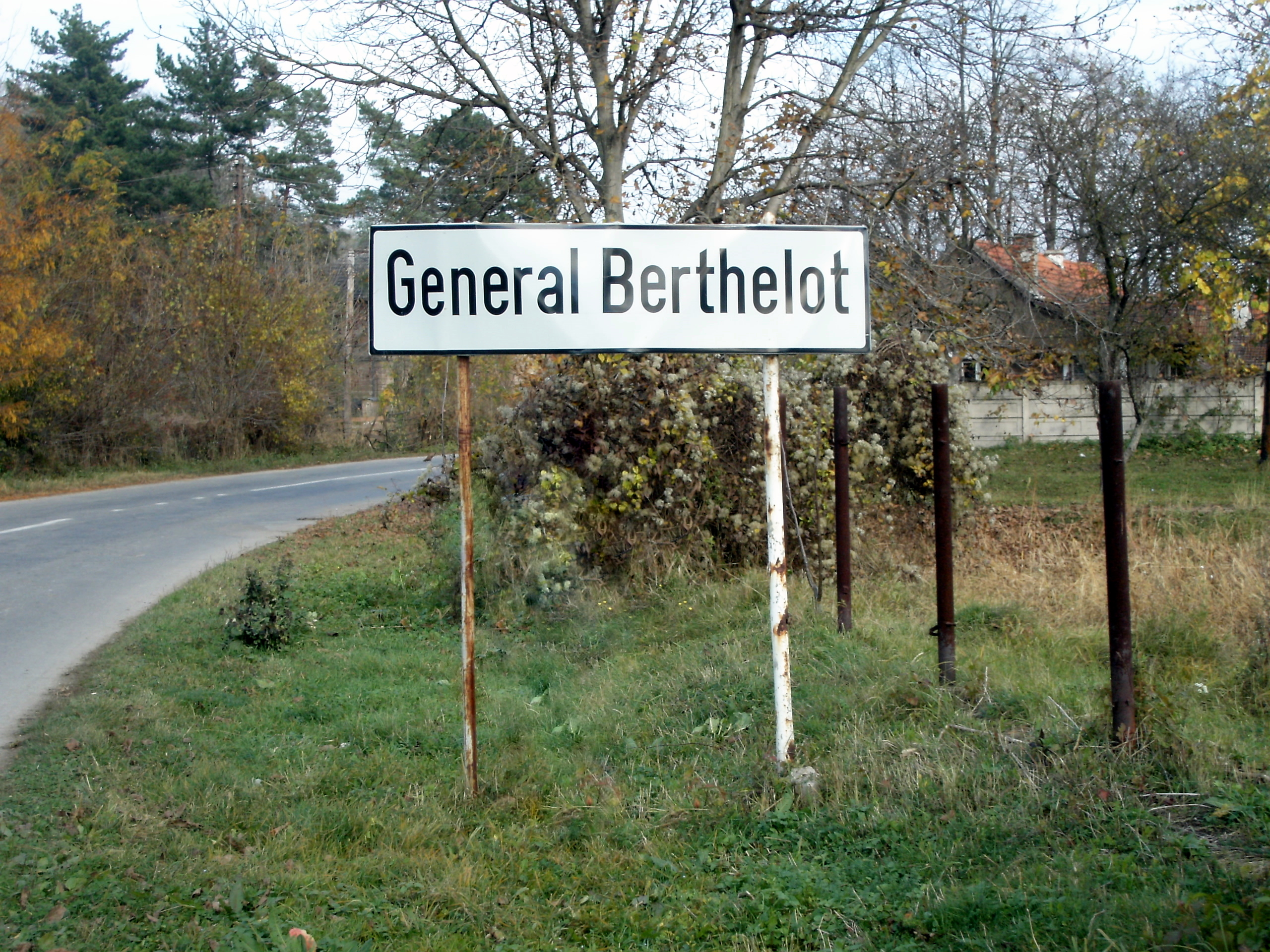
General Berthelot község Hunyad megyében

A háború után a hálás román parlament tiszteletbeli román állampolgárságot adományozott a francia tábornoknak, Ferdinánd király pedig az újonnan elcsatolt Erdélyben nekiadta a Nopcsa Ferenctől elkobzott alsófarkadini birtokokat (egy kastélyt, szántóföldeket, gyümölcsöst és erdőt). 1923-ban Alsófarkadint átkeresztelték General Berthelot-ra. A tábornok erdélyi birtokait a Román Akadémiára hagyta, melynek 1926-ban tiszteletbeli tagjává választották.
A kastélyt a kommunista hatalomátvétel utána  helyi termelőszövetkezet silóként használta. A falut 1965-ben Unireára nevezték át, majd 2001-ben visszakapta a General Berthelot nevet.
Henri Berthelot nevét több iskola és utca őrzi Romániában.